# 目賀田綱美
目賀田 綱美（めがた つなよし、1896年（明治29年）11月17日 - 1969年（昭和44年）2月25日）は、日本におけるタンゴの紹介者である。

## 生涯
1896年に、専修大学の創立者の一人で男爵の目賀田種太郎の息子に生まれる。母・逸子は勝海舟の三女である。
1920年に、パリに遊学する。バロン・メガタ（Baron Mégata）といわれ、パリの社交界で名を上げる。当時、フランスで流行していたタンゴの熱心な愛好家となる。1926年に、日本に帰国する。そのとき、パリで親交を深めた早川雪洲から選別として贈られたタンゴのSPレコード12枚を持って帰国したが、これが日本に持ち込まれた初のタンゴのレコードであった。この逸話は日本の社交ダンスで画期的なこととして語り継がれている。
1969年に死去する。
高橋克彦の小説『バンドネオンの豹』の目賀田豹祐のモデルとされている。
1981年に、タンゴ歌手のエドムンド・リベロが作曲し、ルイス・アルポスタが、目賀田綱美をイメージとして作詞したタンゴの曲『ア・ロ・メガタ』が発表されている。